# Ove Weiss
Ove Weiss (født 11. marts 1940) er en dansk redaktør. Han er gift med den socialdemokratiske politiker Birte Weiss, med hvem han har sønnerne Jakob og Lars som er journalist på Berlingske henholdsvis overborgmester i Københavns Kommune.
Efter at have afsluttet sin journalistuddannelse blev Weiss ansat som redaktionssekretær på Folkebladet i Randers. I en periode arbejdede han ligeledes som pressesekretær på den socialdemokratiske avis Aktuelt, som journalist på Christiansborg og som talsmand for Jens Otto Krag og andre fremtrædende socialdemokrater. I 1970'erne var han journalist og politisk redaktør på morgenavisen Information, og dannede sammen med flere kulturpersonligheder den alternative avis Demokraten Weekend i 1977, som var ejet af dennes ansatte. Han var selv redaktør for denne, og var sideløbende desuden redaktør for flere fagtidsskrifter. Derefter var han også presse- og informationschef for LO. I løbet af 1990'erne blev Weiss kommentator på DR P1, især knyttet til samfundsprogrammet Orientering. I 2004 blev han korrespondent for nordiske medier i London, Stockholm og Sarajevo.
For sit journalistiske arbejde er Weiss blevet tildelt Bordin-prisen og LO's kulturpris.